# 원피스 20기
일본 애니메이션 《원피스》 20기 '와노쿠니 편(ワノ国)', (Wano Country)는 오다 에이치로의 원작 만화를 기반으로 도에이 애니메이션이 제작하고 미야모토 히로아키가 감독한 스무 번째 시즌이다. 회차는 총 195회 (890화 ~ 1085화)에 달하며, 2019년 6월 23일 ~ 2023년 11월 26일동안 방송되었다. 단행본은 16권동안, 원작은 149화동안 연재되었다. 또한 작가가 가장 그리고 싶었다고 밝힌 에피소드.
와노쿠니 편에서는 원피스 16기때부터 형성된 밀짚모자 일당vs사황 카이도의 백수해적단의 스토리가 본격적으로 전개된다. 와노쿠니에 상륙한 밀짚모자 일행은 와노쿠니의 주민인 어린아이 '타마'를 보게 되고 와노쿠니의 열악한 환경에 분노하며 '타마가 배불리 먹을 수 있는 나라'를 목표로 와노쿠니의 여정을 시작한다. 당시 와노쿠니는 카이도의 폭정으로 인해 타락할 대로 타락해 주민들은 배를 곯고 있었고 공장 폐수로 인해 생명이 살 수 없는 나라였다. 또한 와노쿠니의 쇼군은 카이도와 결탁해 백성들에게 도움을 주지 못했다.
와노쿠니에 도착한 밀짚모자 일행은 이미 와 기다리고 있던 트라팔가 로의 하트 해적단, 20년 전에서 미래로 온 아카자야 9남자와 히요리, 오타마에게 와노쿠니의 역사를 듣는다. 옛날 와노쿠니의 쇼군이었던 오뎅이 카이도에게 죽은 후 이와 같은 일이 벌어졌고, 그래서 그들이 20년을 날아왔다는 것. 또한 그들과 2주 후 오니가시마를 습격하기로 의견 일치를 보인다. 하지만 그 전에 오뎅에서 벌어진 전투에 루피가 카이도에게 붙잡힌다.
루피는 감옥에서 유스타스 키드를 만나고 그와 함께 카이도를 격파하기로 한다. 감옥 안에서 카이도의 삼재해중 하나인 '퀸'이 루피와 키드에게 지옥불 씨름을 제안한다. 그러나 루피와 키드는 결투 중 탈옥. 그리고 조로에게 패배한 카마조란 남자가 키드의 동료인 '킬러'임이 밝혀진다. 로는 이 시각 감옥의 역병 환자들을 치료해주는 중에 바질 호킨스와 대결한다.
그시각 바닷가에서 쵸파는 바닷가로 휩쓸려 온 빅맘을 발견한다. 그들은 기억상실증이 온 빅맘을 팥죽으로 유혹해 함께 오뎅으로 향한다.
오뎅으로 향한 빅맘과 쵸파 일행은 싸우고 있는 루피 일행을 발견한다. 이때 빅맘이 팥죽이 어디 있냐고 소리치자 루피는 내가 다 먹었다고 말하고 이에 열받은 빅맘의 주먹에 날아간다. 이어지는 퀸과 빅맘의 싸움에서, 퀸이 빅맘의 머리에 박치기를 시전하지만 오히려 빅맘의 기억만 되돌려놓았다. 하지만 빅맘이 배고파 쓰러지면서 빅맘은 카이도에게로 사슬로 100번 묶인채 압송된다.
로는 바질 호킨스와의 싸움에서 승리, 그의 팔다리를 완전히 잘라버린다. 한편 조로는 오뎅의 검을 보관하고 있던 대장장이 텐구야마 히테츠에게서 엔마를 양도받는다. 여기서 엔마가 롤로노아 조로의 명검, 화도일문자와 같은 장인에게서 만들어졌다는 사실을 듣는다.
이후, 불여우 킨에몬의 과거 이야기가 전개된다. 이때 흰 수염 해적단의 선장 에드워드 뉴게이트와 로저 해적단의 선장 골 D. 로저가 오뎅을 자신들의 배에 태워주고, 오뎅이 자신의 아내를 만나는 이야기도 이때 전개된다.
밀짚모자 일당은 트라팔가 로의 하트 해적단, 유스타스 키드와 함께 오니가시마를 습격하고, 카이도에게 유의미한 피해를 입힌다. 이에 이어 퀸vs상디, 킹vs조로, 키드a로vs빅맘, 루피vs카이도의 매치가 성사된다. 이어서 밀짚모자 일당과 백수 해적단도 맞붙는다.
맨 먼저 밀짚모자 일당의 간부들과 백수해적단의 간부들이 결전과 퀸과 상디가 대결을 펼치고, 그에 이어 조로와 킹이 대결을 펼친다. 마르코가 퀸과 킹을 묶으며 나머지 밀짚모자 일당을 보호하고, 조로와 상디를 공중으로 차 올리며 이 둘의 대결이 성사된다. 이 싸움에서 상디는 혈통인자를 각성해 엄청난 회복력을 보여주고, 조로는 루나리아족인 킹의 약점을 간파하고 칼에 패왕색을 두르는 등 엄청난 각성을 한다. 상디는 다리의 불을 초고온으로 높힌 푸른색 불로 퀸에게 '소고기 버스트'를 선보이고, 퀸을 쓰러뜨린다. 조로는 패왕색을 칼에 둘러 킹을 쓰러뜨리는데 성공한다.
빅맘과 대치하는 로는 칼에 룸을 두를 수 있는 능력을 터득하고, 키드는 댐드 펑크라는 기술을 획득한다(둘 다 악마의 열매 각성). 로는 칼에 룸을 두르며 빅맘에게 꽃는 'K-ROOM'이라는 수술수술 열매 각성 기술을 보이고, 키드는 주변에 자성이 없는 물체까지 모조리 끌어 모으며 빅맘한테 던짐과 동시에 엄청난 레이저포를 발사하는 '댐드 펑크'로 빅맘을 공격한다. 빅맘도 자신의 수명을 사용하며 로와 키드에게 맞서지만, 끝내 쓰러지게 되며 용암에 빠지게 된다.
뒤이어 루피가 카이도와의 5번째의 결전 끝에 니카로 변신한다. 이를 본 카이도는 마치 동화책 속 능력이라며 감탄하였고, 니카로 변한 루피는 카이도를 일방적으로 농락한다. 하지만 카이도도 만만치 않았고, 끝내 카이도가 최고 기술인 '화룡천하'를 사용, 루피는 '고무고무 바즈랑 건'을 사용하며 격돌한다. 그러나 카이도가 루피를 이기지 못하며 빅맘과 함께 용암에 떨어지며 루피의 승리가 확정된다.
루피와 밀짚모자 일당은 싸움이 끝난 뒤 연회를 즐기지만, 뒤이어 '해군 대장', 숲숲 열매의 복용자인 아라마키가 루피를 잡기 위해 출동한다. 그러나 용용 열매 복용자인 모모노스케와 야마토, 아카자야 9남자의 합동공격에 주춤하고, 샹크스의 강력한 패왕색 패기에 놀라 도망친다.
뒤이어 밀짚모자 일당의 신 현상금도 확인되는데, 선장 루피부터 30억 베리에 달하는 '사황'이라는 명칭을 가진다. 그리고 밀짚모자 일당은 로, 키드와 작별한 뒤 에그헤드로 향한다.